# 野沢凡兆
野沢 凡兆（のざわ ぼんちょう、? - 正徳4年（1714年））は、江戸時代前期から中期の俳諧師。姓は野沢、越野、宮城、宮部ともいうが定かでない。別号に加生、阿圭。

## 経歴
加賀国金沢の人。京に出て医を業とした。
俳号は初め加生と称し、元禄2年（1689年）の『曠野』、元禄3年（1690年）の『いつを昔』などに入集している。
在京の松尾芭蕉に師事。凡兆と芭蕉との対面は、芭蕉が「笈の小文」の旅の後、京にあった元禄元年（1688年）初夏のころと推定されている。芭蕉より抜擢され、向井去来と『猿蓑』の共撰を命じられた。元禄4年（1691年）7月刊の『猿蓑』には、芭蕉をも超え作者中最多となる発句41句が入集している。
凡兆が《雪つむ上の夜の雨》の上五に置く言葉を迷っていたところ、芭蕉が《下京や》と置いたものの凡兆が不満気であったため、「兆、汝手柄に此冠を置くべし。若まさる物あらば、我二度俳諧をいふべからず。」と芭蕉が強い態度を示したという逸話は、『去来抄』に伝える『猿蓑』編纂時のものである。
『猿蓑』に入集された《田のへりの豆つたひゆく蛍かな》の句は、そもそもは芭蕉の添削が入った凡兆の句であった。しかし、凡兆は「此の句見るところなし除くべし。」と言って評価せず、去来がこの句を「風姿あり」と評価しても、凡兆は頑なにこれを認めなかった。そのため、ついに芭蕉は、伊賀の連中の句に似たものがあるので、それを直してこの句としようと言って、伊賀の万乎の句として入集させた、というやはり『去来抄』に見える逸話も著名である。
越智越人が「洛の凡兆は剛毅なれば」（『猪の早太』）というように、自我意識の強い人物で、師の芭蕉にすらたびたび批判的な態度を示す面があった。
やがて芭蕉から離れた。各務支考の『削かけの返事』によると、岡田野水、越人が、凡兆を語らって芭蕉に八十村路通を讒訴したことで、芭蕉の不興を買ったのだという。
さらに、その後、凡兆は罪に問われて投獄されたとされる。《猪の首の強さよ年の暮》の句は、獄中の作とされる。後年の書であるが、天明5年（1785年）刊の高桑闌更『誹諧世説』によると、罪ある人に連座したものという。また、遠藤曰人『蕉門諸生全伝』によれば、その罪は抜け荷売買に関するものではなかったかという。
元禄14年（1701年）、大坂の舎羅が編んだ『荒小田』には凡兆の句が39句入集しているが、『猿蓑』時代に比し精彩を欠いた。
零落した晩年を過ごし、正徳4年（1714年）春、大坂にて没したとみられる。志太野坡、服部土芳とは晩年も交流があった。金沢の養智院に凡兆の墓なるものがあるが、信じがたいとされる。
妻のとめも羽紅の俳号で俳諧を嗜んだ。

## 近代における評価
近代に入り、主観的な句風の俳人が多い元禄にあって、『猿蓑』時代の凡兆は、際立って客観的、印象鮮明な句風であったとして注目された。
- 凡兆にいち早く目を付けたのは内藤鳴雪であった[26][27]。鳴雪は、「純客観の本尊として凡兆を崇拝」したとする[28]。
- 正岡子規は、凡兆の《門前の小家もあそぶ冬至かな》の句評に際し、「一句のしまりてたるみ無き処名人の作たるに相違無く」などと「名人」の語を用いて評した[29][26]。
- 高浜虚子は、「凡兆小論」において、「写生句を論ずるに当つて元禄時代に凡兆のあつたことを忘れることは出来ぬ。」「芭蕉、去来などが寂とか栞とかにこだはつて、即ち彼の主観趣味に捕はれてゐる間に彼一人は敢然として客観趣味に立脚して透徹した自然の観察をやつて居る。」などと評した[30][31]。
- 室生犀星は、「凡兆論」において、「凡兆は常に大凡兆であらねばならぬ。蕉門中の英才であり、同時に元禄の作者としては、凡兆を超えるものは稀である。遂に丈草と雖もこの作者としての凡兆の次に位すべきものではなからうか。」と評した[32][31]。

## 代表作
- 『猿蓑』 
  - 市中は物のにほひや夏の月
  - 灰汁桶の雫やみけりきりぎりす
  - 鶯や下駄の歯につく小田の土
  - 呼かへす鮒売みえぬあられ哉
  - 竹の子の力を誰にたとふべき
  - ながながと川一筋や雪の原
  - 百舌鳥なくや入日さし込む女松原
  - 初潮や鳴門の浪の飛脚舟
  - 上行と下くる雲や秋の天
  - 灰捨てて白梅うるむ垣ねかな
  - 時雨るるや黒木積む屋の窓明り
  - 花散るや伽藍の枢落とし行く
  - 禅寺の松の落葉や神無月